# La Sagrada Família de Malars
La Sagrada Família de Malars és una capella historicista de Gurb (Osona) inclosa a l'Inventari del Patrimoni Arquitectònic de Catalunya.

## Descripció
Edifici religiós. Capella de nau única construïda damunt un turó de margues blavoses. Té absis i a la part dreta d'aquest hi ha una capella fonda. El portal d'entrada és d'arc de mig punt i forma motllures arrodonides, s'hi accedeix a través d'una escalinata. El capcer és triangular i al damunt presenta un campanar d'espadanya que conserva la campana. S'obren finestres d'arc de mig punt a la nau, tres a cada costat, amb vitralls de color. Els murs exteriors estan decorats amb arquets i faixes llombardes, igual que l'absis i el campanar. Els carreus dels murs són irregulars i es troben perfectament encaixats. Els elements de ressalt són de pedra picada. L'estat de conservació és bo.

## Història
Està construïda en una península del Ter, entre aquest i el Gurri.
L'església es construí arran de la fàbrica i colònia Malars, nascuda al mateix indret on hi hagué un molí ja al segle XVI. Durant l'època d'industrialització començaren a funcionar els telers amb la nova maquinària. Al 1850 es varen començar a concentrat obrers entorn de la fàbrica fins que s'hi establí la colònia, que ha arribat als nostres dies amb la raó social Rifà S.A. Els darrers anys, la fàbrica s'ha traslladat més amunt, quedant només la colònia a prop del riu. En aquest indret hi ha l'església, que obeeix a un estil neoromànic, llombard, cosa que es pot constatar clarament donada la seva tipologia.